# Каташин
Каташи́н — село в Україні, у Чечельницькій селищній громаді Гайсинського району Вінницької області. До 2020 адміністративний центр Каташинської сільської ради.

## Населення

### Мова
Розподіл населення за рідною мовою за даними перепису 2001 року:
| Мова            | Кількість | Відсоток |
| --------------- | --------- | -------- |
| українська      | 778       | 98.11%   |
| російська       | 11        | 1.38%    |
| румунська       | 3         | 0.38%    |
| інші/не вказали | 1         | 0.13%    |
| Усього          | 793       | 100%     |

## Історія
12 червня 2020 року, відповідно розпорядження Кабінету Міністрів України № 707-р «Про визначення адміністративних центрів та затвердження територій територіальних громад Вінницької області», село увійшло до складу Чечельницької селищної громади.
17 липня 2020 року, в результаті адміністративно-територіальної реформи і ліквідації Чечельницького району, село увійшло до складу Гайсинського району.

## Транспорт
Біля села розташований зупинний пункт Каташин поруч із вузькоколійною залізницею Рудниця - Голованівськ.

## Економіка
В селі розташована сучасна молочна ферма під керівництвом компанії Villa Milk.
Молокозавод агрофірм «Ольгопіль» та «Україна О».